# サハリン船舶会社
サハリン船舶会社（英語: Sakhalin Shipping Company（SASCO） 、ロシア語: Сахалинское морское пароходство）はロシア連邦の海運会社である。本社はサハリン州西海岸のホルムスク（真岡）にある。1945年に創設され、1992年に民営化された。

## 概要
2016年現在、下記の区間で貨物船を運航している。
- ボストチヌイ - ウラジオストク - 寧波 - 上海
- コルサコフ - ウラジオストク - 釜山
- ウラジオストク - ボストチヌイ -コルサコフ
- ウラジオストク - ボストチヌイ - マガダン
- ウラジオストク - ボストチヌイ - ペトロパブロフスク・カムチャツキー
- ワニノ - マガダン
- ワニノ - ホルムスク（鉄道連絡船、貨客兼用）[1]

この他、北西太平洋方面への不定期航路も取り扱う。
1973年に就航したワニノ・ホルムスク鉄道連絡船は鉄道車両の積載が可能な4隻の蒸気船により運航されており、所要時間は18時間以内である。また、他の便とは異なり旅客も乗船可能であり、年間6万人が利用する。

## 稚内・コルサコフ航路
1998年5月1日にハートランドフェリー社が稚内 - コルサコフ（大泊）にアインス宗谷号を就航させ、夏季限定ながらも稚泊連絡船以来53年ぶりに定期便としてのサハリン航路を復活（不定期便は1989年にサハリン州の外国人立ち入り禁止が解除された時点から存在）させた。しかしながら、利用客数が低迷したことから2015年9月18日を以て運航を終了した。稚内市がサハリン航路復活のために第三セクターの会社を創設してアインス宗谷号の船舶を買い取ることを検討していたが、安全検査や保険適用に必要な船級の取得困難であることから断念された。その後設立された「北海道サハリン航路」はSASCO社の船舶により2016年7月から9月まで航路を復活させると表明した。最終的に2016年度は8月1日から9月16日まで運航された。2018年はいったんは運航の断念を表明したが、サハリン州の資金援助もあり、急遽運航が再開されることが確定した。しかし、翌2019年に運航を休止した。